# 1791

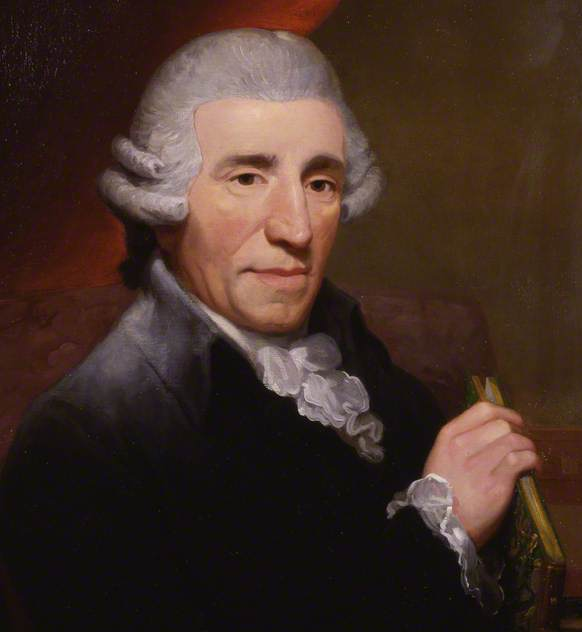
Joseph Haydn door Thomas Hardy

Het jaar 1791 is het 91e jaar in de 18e eeuw volgens de christelijke jaartelling.

## Gebeurtenissen
februari
- 17 - Eerste uitvoering van de 93ste symfonie van Joseph Haydn, de eerste van zijn 12-delige Londense symfonieënreeks.

maart
- 2 en 3 - De inwoners van de Franse stadjes Brûlon en Parcé in het departement Sarthe kunnen zich vergapen aan een vreemd schouwspel. De gebroeders Chappe geven een demonstratie van de mogelijkheden van een nieuw communicatiemiddel: de optische telegraaf.
- 4 - De republiek Vermont sluit zich als veertiende staat aan bij de Verenigde Staten van Amerika.
- 30 - In Parijs wordt de meter gedefinieerd als 1/10.000.000 van de afstand tussen noordpool en evenaar.

mei
- 3 - De eerste geschreven grondwet van Europa treedt in werking in Polen.
- 15 - In Frankrijk wordt de gelijkberechtiging van de mulatten in de Amerikaanse koloniën afgekondigd.

juni
- 21 - Op de vlucht voor de revolutionairen worden koning Lodewijk XVI van Frankrijk en zijn gezin gearresteerd in Varennes-en-Argonne.

juli
- 11 - Herbegrafenis van Voltaire in het Pantheon.
- 14 - Een woedende menigte in Birmingham steekt het huis in brand waar de verlichte geestelijke en geleerde Joseph Priestley met een gezelschap van liberale geestverwanten de bestorming van de Bastille herdenkt. De Birmingham-rellen van 1791 worden pas na drie dagen de kop ingedrukt.
- 17 - Op de Champ-de-Mars vergadert een menigte Parijzenaars om een petitie voor de verwijdering van de koning te ondertekenen. In de relletjes die dan uitbreken, schieten soldaten onder het bevel van de markies de La Fayette een vijftigtal burgers dood.

augustus
- 27 - keizer Leopold II van het Heilige Roomse Rijk en koning Frederik Willem II van Pruisen roepen in de Verklaring van Pillnitz de Europese machten op om in te grijpen als koning Lodewijk XVI van Frankrijk zal worden bedreigd.
- 31 - De muiterij door soldaten in de Franse stad Nancy wordt onderdrukt.

september
- 30 - In Drenthe wordt de Etstoel vervangen door het Hof van Justitie, bestaande uit de Drossard en acht Raden.

oktober
- 1 - Willem, erfprins der Nederlanden, huwt met zijn nicht Wilhelmina van Pruisen.
- 1 - De eerste Franse grondwet treedt in werking. koninkrijk Frankrijk wordt hiermee een constitutionele monarchie.
- 14 - De Nationale Vergadering neemt een wet aan die alle "actieve burgers" (de mannen met stemrecht) en hun zonen van 18 jaar of ouder verplicht lid te worden van de Nationale Garde. De rijken kunnen echter deze dienstplicht ontlopen door armere mannen te betalen om hun plaats voor ze in te nemen.
- 26 -  De vonckisten en de Luikse patriotten in ballingschap sluiten een alliantie waarin ze zich achter het plan van de Brusselse bankier Edouard de Walckiers scharen  om met Franse hulp een Belgische democratische republiek tot stand te brengen, die ook Luik zal omvatten.

november
- 12 - De burgemeester van Parijs, Jean Sylvain Bailly, wordt afgezet door de radicale revolutionairen wegens het bloedbad op de Champs de Mars in juli.

december
- 2 - De vorst van Ansbach en Bayreuth verkoopt zijn landen aan het Koninkrijk Pruisen.
- 15 - De Amerikaanse Bill of Rights, de eerste tien amendementen, worden aan de grondwet van de Verenigde Staten toegevoegd.
- 29 - Het Franse revolutionaire parlementslid Brissot verklaart, dat oorlog een weldaad voor de natie zou zijn.
- december - Opheffing van de West-Indische Compagnie.

## Muziek
- Antonio Salieri componeert de oratoria Davidde en Saul

### Publicaties in de Engelse taal
- The life of Dr. Samuel Johnson, het meesterwerk van James Boswell
- Het manifest Déclaration des Droits de la Femme et de la Citoyenne van Marie-Olympe de Gouges. De eerste Nederlandse vertaling Verklaring van de rechten van de vrouw en van de burgeres verscheen in 1989.

### Publicaties in de overige talen
- Johann Wolfgang von Goethe schrijft Beiträge zur Optik

## Beeldende kunst

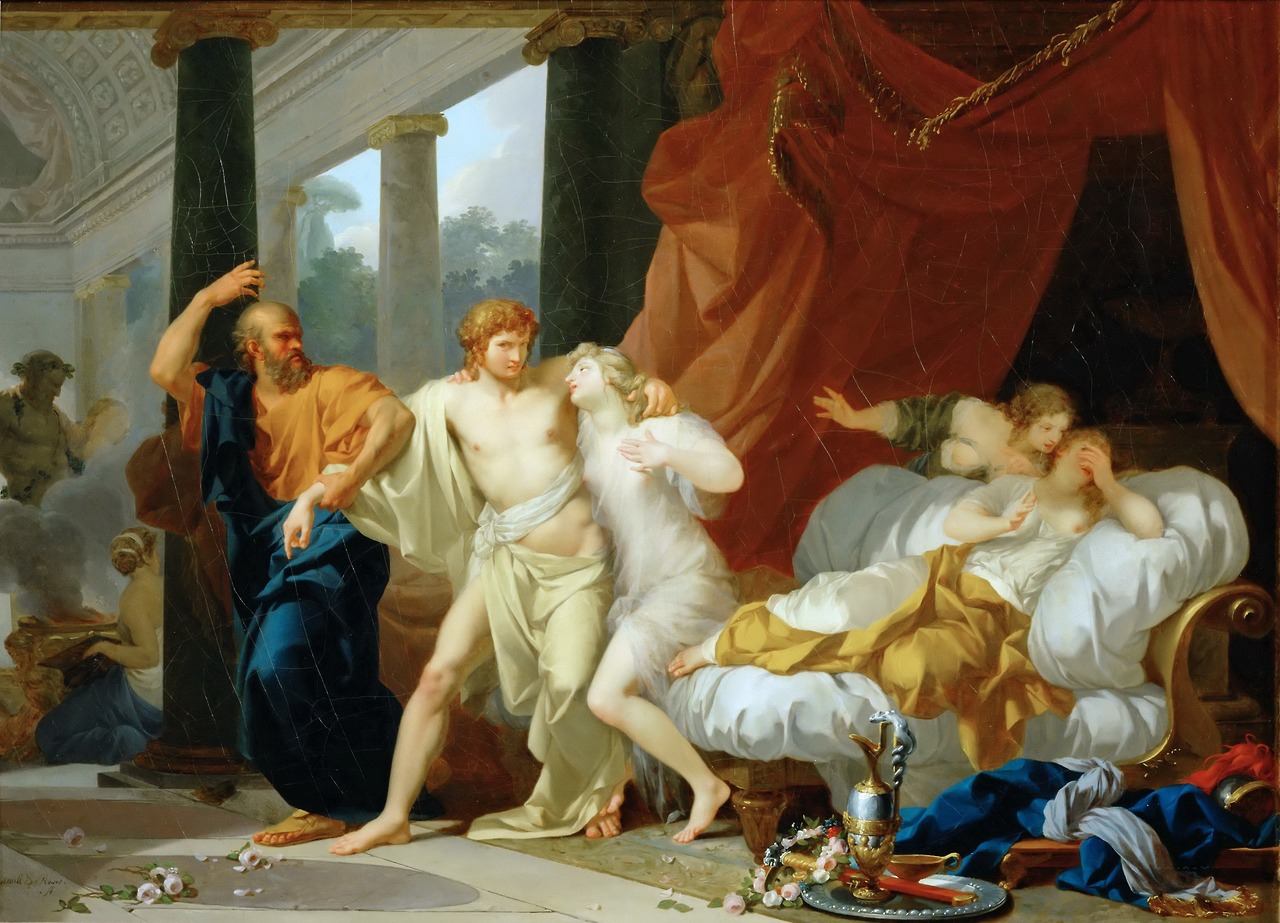
Socrate arrachant Alcibiade (1791), Jean-Baptiste Regnault, Louvre

## Bouwkunst

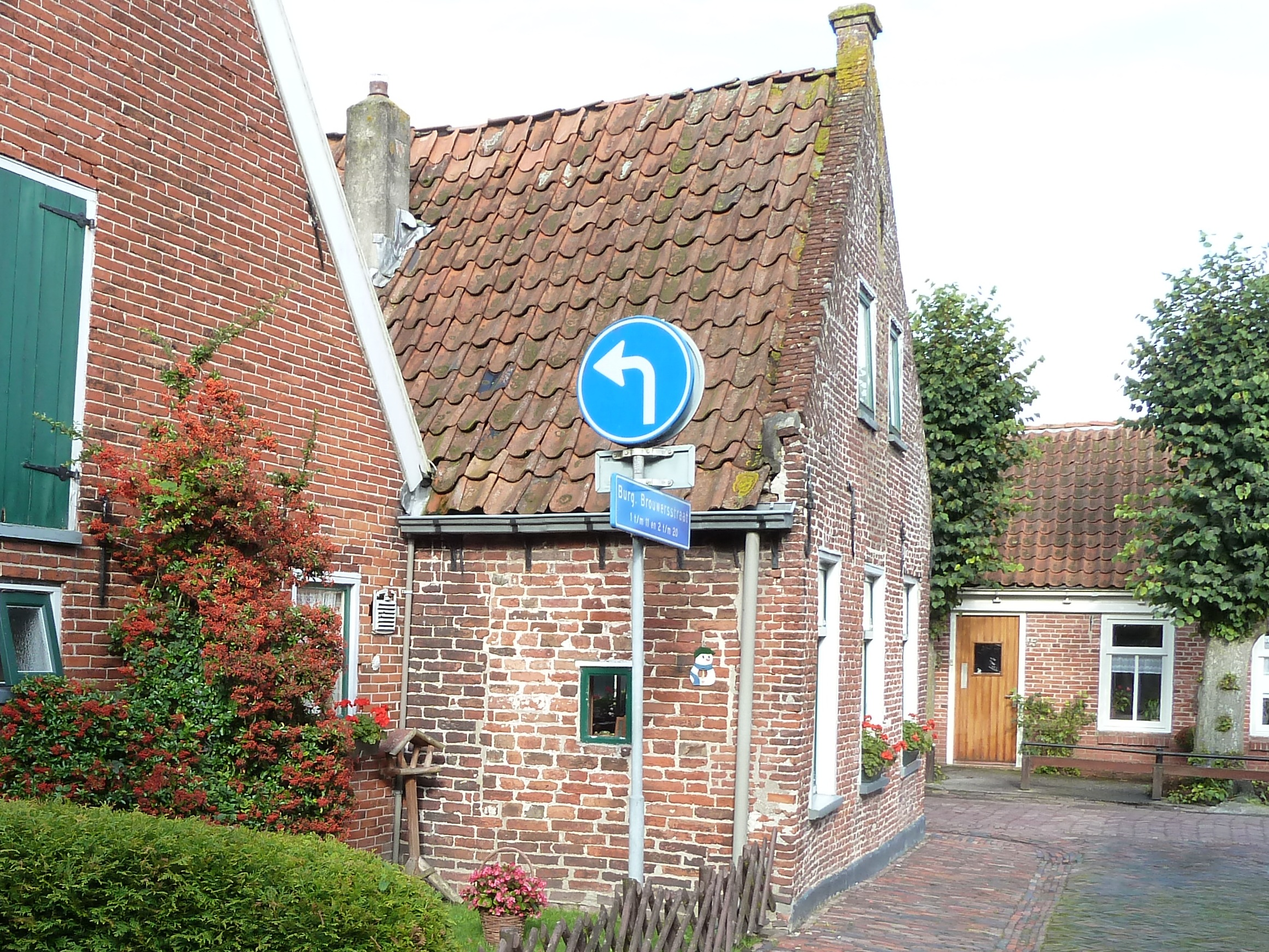
Woonhuis, Garnwerd (1791)
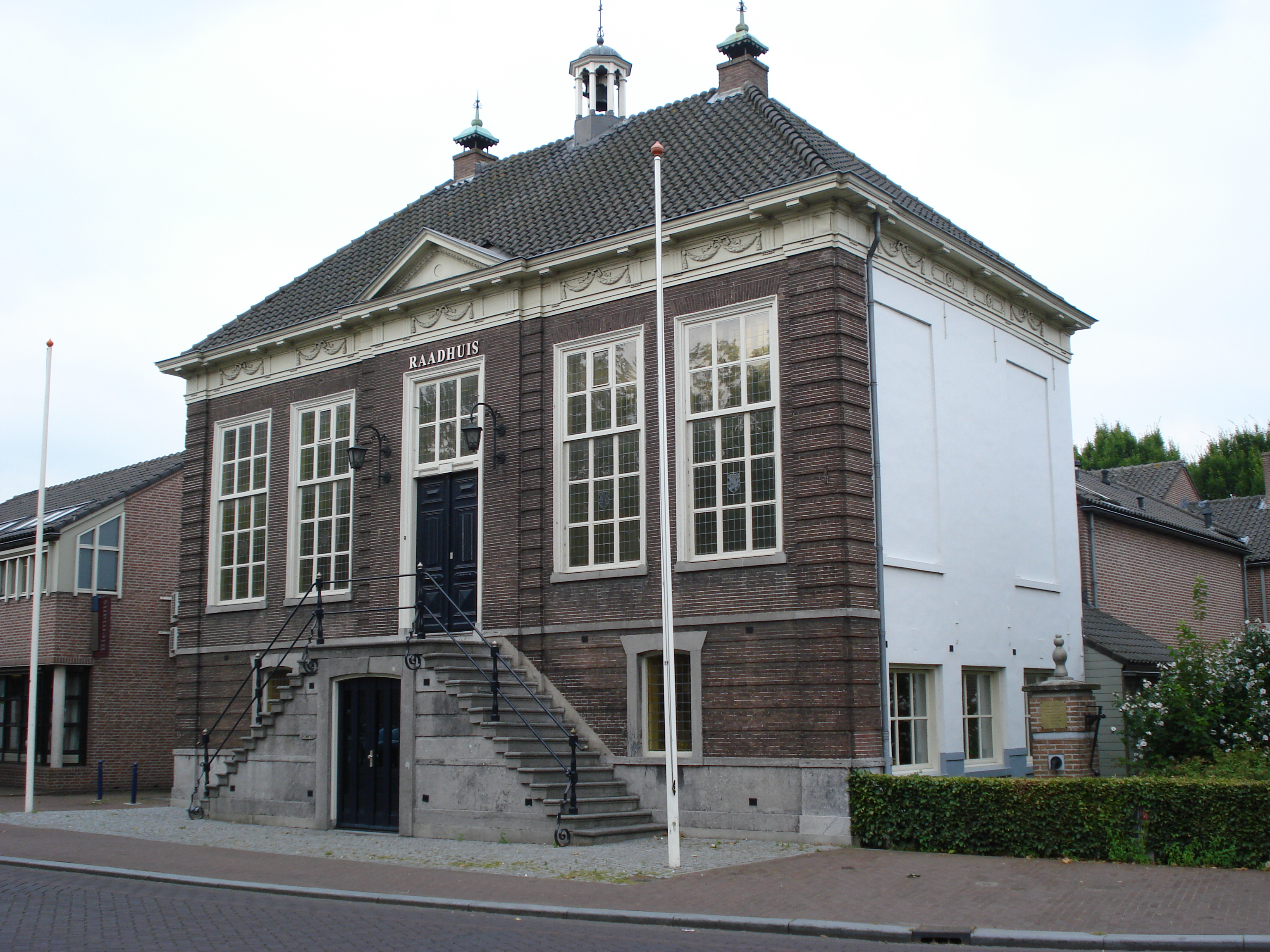
Voorm. raadhuis, Erp (1791) Hendrik Verhees

## Geboren
januari
- 1- Ernst Meyer, Duits botanicus (overleden 1885)
- 15 - Franz Grillparzer, Oostenrijks (toneel)schrijver (overleden 1872)
- 28 - Sir James Stirling, eerste gouverneur van West-Australië (overleden 1865)

februari
- 12 - Jan David Zocher, Nederlands architect en stedenbouwkundige (overleden 1870)
- 16 - Claude Pouillet, Frans natuurkundige (overleden 1868)
- 21 - Carl Czerny, Oostenrijks componist, pianist en pianopedagoog (overleden 1857)

april
- 1 - William Snow Harris, Engels arts en elektrotechnicus (overleden 1867)
- 3 - Anne Lister, Brits dagboekschrijfster en bergbeklimster (overleden 1840)
- 23 - James Buchanan, vijftiende president van de Verenigde Staten (overleden 1868)
- 27 - Samuel Morse, Amerikaans uitvinder en schilder (overleden 1872)

mei
- 16 - Johannes Allatus Anemaet, Nederlands officier der Genie (overleden 1824)

juni
- 17 - Roberto Cofresí, Puerto Ricaans piraat (overleden 1825)
- 30 - Henry Trigg, West-Australisch pionier en koloniaal ambtenaar (overleden 1882)

juli
- 13 - Allan Cunningham, Engelse botanicus en ontdekkingsreiziger in Australië (overleden 1839)
- 13 - Frederik Allard Ebbinge Wubben, Nederlands burgemeester en notaris (overleden 1874)

september
- 5 - Giacomo Meyerbeer, Joods-Duits componist en dirigent (overleden 1864)
- 14 - Franz Bopp, Duits taalkundige (overleden 1867)
- 21 - István Széchenyi, Hongaars staatsman, zakenman, schrijver, econoom en ingenieur (overleden 1860)
- 22 - Michael Faraday, Brits natuurkundige (overleden 1867)

december
- 2 - Frederick Clause, Brits scheepsarts en kunstschilder (overleden 1852)
- 10 - Henricus Turken, Nederlands kunstenaar (overleden 1856)
- 14 - Charles Wolfe, Iers dichter (overleden 1823)
- 24 - Eugène Scribe, Frans toneelschrijver en librettist (overleden 1861)
- 26 - Charles Babbage, Brits uitvinder (overleden 1871)

onbekend
- Charles Fitzgerald, 4e gouverneur van West-Australië (overleden 1887)

## Overleden
december
- 5 - Wolfgang Amadeus Mozart (35), componist en dirigent